# Przegląd Piosenki Aktorskiej
Przegląd Piosenki Aktorskiej (PPA) – festiwal piosenki aktorskiej organizowany od 1976 we Wrocławiu. W jego trakcie odbywa się Konkurs Aktorskiej Interpretacji Piosenki oraz cykl koncertów i spektakli muzycznych.

## Przegląd Piosenki Literackiej „Liryka '76”
Pierwszy PPA odbył się w dniach 12–14 grudnia 1976, jego organizatorem i producentem był Ośrodek Kultury i Sztuki we Wrocławiu.
Konkurs:
- 1. miejsce: Elżbieta Adamiak[1], Maria Alaszewicz, Mariusz Domaszewicz, Krystyna Krotoska, Lech Łotocki

## Przegląd Piosenki Aktorsko-Literackiej PAL’79
Termin: 1979
Konkurs:
- 1. miejsce – Danuta Morel, Irena Pająkówna, Dorota Pomykała, Dorota Stalińska, Halina Śmiela

## III Przegląd Piosenki Aktorskiej
Termin: 1980
Producent: Przedsiębiorstwo Imprez Artystycznych „Impart”
Dyrektor artystyczny: Andrzej Kuryło
Konkurs:
- 1. miejsce – Ludmiła Warzecha, Artur Barciś

## IV Przegląd Piosenki Aktorskiej
Termin: 1981
Konkurs:
- 1. miejsce – Maria Meyer

## V Przegląd Piosenki Aktorskiej
Termin: 1984
Konkurs:
- 1. miejsce – Edyta Geppert[1]
- 1. miejsce ex aequo – kwintet aktorek z Teatru im. Al. Fredry w Gnieźnie w składzie: Kaja Agnieszka Bień, Wanda Dolman-Rzyska, Justyna Polkowska, Dobrogniewa Budzińska, Krystyna Jóźwiak.

## VI Przegląd Piosenki Aktorskiej
Termin: 1985
Konkurs:
- 1. miejsce – trio: Joanna Stasiewicz, Małgorzata Wolańska i Waldemar Wolański

## VII Przegląd Piosenki Aktorskiej
Termin: 1986
Konkurs:
- 1. miejsce – Wojciech Walasik

## VIII Przegląd Piosenki Aktorskiej
Termin: 1987
Konkurs:
- 1. miejsce – Joanna Jeżewska, Joanna Kurowska, Daniela Popławska
- Nagroda Specjalna Jury – Grupa „Super Trio” z Poznania w składzie (Ewa Rakowska, Sławomir Szychowiak, Sławomir Weihs)

## IX Przegląd Piosenki Aktorskiej
Termin: 1988
Konkurs:
- 1. miejsce – Nina Gajewska
- 2. miejsce – Wojciech Kościelniak
- 3. miejsce – Radosław Ciecholewski, Małgorzata Duda, Katarzyna Okoń
- Wyróżnienia – Tadeusz Błażyński, Artur Zajt, Danuta Borsuk, Andrzej Słabiak, Beata Wojciechowska
- Nagroda ZAKRu – Andrzej Ozga

## X Przegląd Piosenki Aktorskiej
Termin: 1989
Konkurs:
- 1. miejsce – Radosław Ciecholewski, Agnieszka Dondajewska, Małgorzata Farat, Dariusz Kordek, Bożena Krzyżanowska, Zuzanna Leśniak, Dorota Lulka, Andrzej Ozga, Dorota Pruszkowska, Renata Zarębska

## XI Przegląd Piosenki Aktorskiej
Termin: 1990
Konkurs:
- 1. miejsce – duet: Katarzyna Kubat i Irena Tyl, Anna Parchimowicz, Dariusz Siastacz

## XII Przegląd Piosenki Aktorskiej
Termin: 1991
Konkurs:

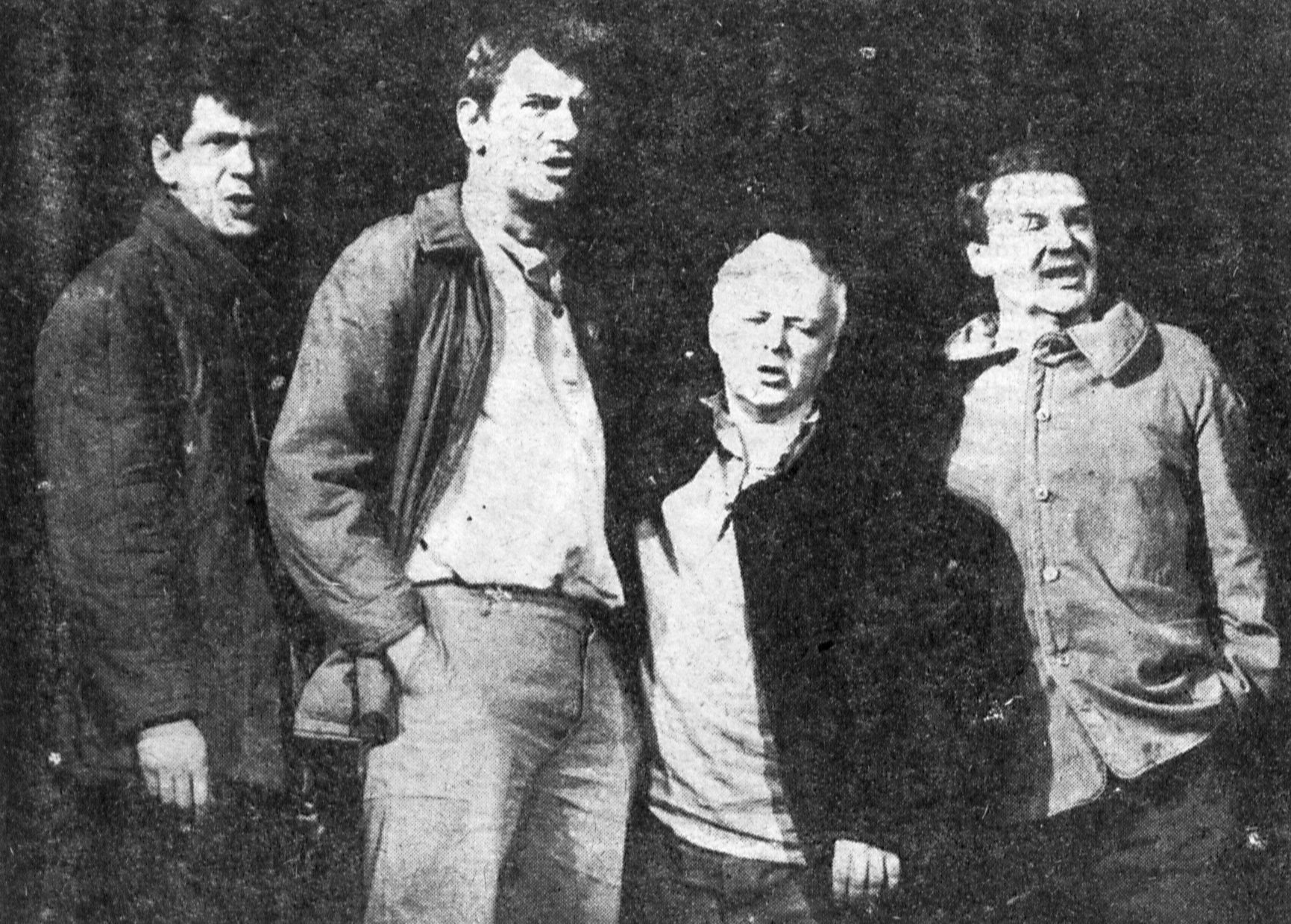
występ warszawskiego „Ateneum” na XII PPA

- 1. miejsce – Beata Fudalej, Hanna Śleszyńska
- 2. miejsce – Beata Rybotycka
- 3. miejsce – Julian Mere

## XIII Przegląd Piosenki Aktorskiej
Termin: 1992
Konkurs:
- 1. miejsce – duet: Piotr Gąsowski i Robert Rozmus
- 2. miejsce – Jadwiga Kuta
- Nagroda dziennikarzy – Jadwiga Kuta
- Nagroda publiczności – Jadwiga Kuta
- Nagroda Polskiego Radia – Jadwiga Kuta

## XIV Przegląd Piosenki Aktorskiej
Termin: 1993
Producent: Ośrodek Kultury i Sztuki we Wrocławiu
Dyrektor artystyczny: Andrzej Kuryło
Konkurs:
- 1. miejsce – Katarzyna Jamróz
- 2. miejsce – Urszula Chlebińska, Przemysław Branny
- Cztery równorzędne wyróżnienia – Agnieszka Greinert, Izabela Kuna, Julian Mere, Jarosław Rabenda

## XV Przegląd Piosenki Aktorskiej
Termin: 13 marca 1994
Producent: Ośrodek Kultury i Sztuki we Wrocławiu
Dyrektor artystyczny: Andrzej Kuryło
Konkurs:
- 1. miejsce – Joanna Kasperek, Mariusz Kiljan
- Nagroda dziennikarzy Mariusz Kiljan
- Wyróżnienie Konrad Imiela

## XVI Przegląd Piosenki Aktorskiej
Termin: 1995
Producent: Ośrodek Kultury i Sztuki we Wrocławiu
Dyrektor artystyczny: Andrzej Kuryło
Spektakle i koncerty:
- „Rybi Puzon” – recital Konrada Imieli – piosenki Toma Waitsa w przekładach R.Kołakowskiego, reżyseria Wojciech Kościelniak, kier. muz. Marcin Płaza
- „Słyszę Czasem Kroki” – recital Mariusza Kiljana – piosenki Stinga w przekładach R.Kołakowskiego, reżyseria Wojciech Ziemiański

Konkurs:
- 1. Jacek Ziobro Grand Prix
- Trzy równorzędne miejsca pierwsze: Gabryjela Muskała, Marta Bizoń, Agnieszka Różańska

## XVII Przegląd Piosenki Aktorskiej
Termin: 1996
Producent: Impart
Dyrektor Artystyczny: Roman Kołakowski
Konkurs:
- 1. miejsce – Justyna Szafran

## XVIII Przegląd Piosenki Aktorskiej
Termin: 1997
Producent: Impart
Dyrektor Artystyczny: Roman Kołakowski
Konkurs:
- 1. miejsce i Grand Prix – Katarzyna Groniec
- 2. miejsce – Mariusz Drężek
- 3. miejsce – Małgorzata Duda
- Nagroda Dziennikarzy – Katarzyna Groniec
- Nagroda publiczności – Małgorzata Duda
- Wyróżnienia – Elżbieta Mrozińska, Agnieszka Wosińska, Paweł Mykietyn
- Nagrody pozaregulaminowe – Mariusz Drężek, Małgorzata Duda
- Wyróżnienia pozaregulaminowe – Tomasz Karolak, Agnieszka Maliszewska, Małgorzata Lewińska, Monika Stefaniak

Gala: „La-la-la. Piosenki Stanisława Staszewskiego” reż. Wojciech Kościelniak, aranżacje Marcin Płaza, choreografia Jarosław Staniek

## XIX Przegląd Piosenki Aktorskiej
Termin: 1998
Producent: Impart
Dyrektor Artystyczny: Roman Kołakowski
Spektakle i koncerty:
- Roman Kołakowski – Teatr Muzyczny Operetka Wrocławska – Księga dżungli

Konkurs:
- 1. miejsce – Zuzanna Lipiec
- 2. miejsce – Agnieszka Dygant, Maciej Pawłowski
- 3. miejsce- Edyta Łukaszewska

Wyróżnienie od ZAiKS, Zasp i Gazety Wyborczej- Edyta Łukaszewska

## XX Przegląd Piosenki Aktorskiej
Termin: 8 marca–15 marca 1999
Producent: Impart
Dyrektor Artystyczny: Roman Kołakowski
Spektakle i koncerty:
- Nick Cave i przyjaciele W moich ramionach

Konkurs:
- 1. miejsce – Kinga Preis
- 2. miejsce – grupa Mumio
- 3. miejsce – Sambor Dudziński

## XXI Przegląd Piosenki Aktorskiej
Termin: 13 marca–19 marca 2000
Producent: Impart
Dyrektor Artystyczny: Roman Kołakowski
Konkurs:
- 1. miejsce – Jacek Bończyk
- 2. miejsce - Maria Peszek
- 3. miejsce - Agnieszka Chrzanowska
- Nagroda publiczności – Maria Peszek
- Nagroda Ewy Demarczyk – Edyta Jungowska
- Nagroda im. Agnieszki Osieckiej dla najlepszego studenta - Agnieszka Chrzanowska

## XXII Przegląd Piosenki Aktorskiej
Termin: 2001
Producent: Impart
Dyrektor Artystyczny: Roman Kołakowski
Konkurs:
- 1. miejsce Marcin Przybylski
- 2. miejsce Magdalena Kumorek
- 3. miejsce Joanna Liszowska
- Nagroda Ewy Demarczyk – Marcin Przybylski

## XXIII Przegląd Piosenki Aktorskiej
Termin: 2002
Producent: Impart
Dyrektor Artystyczny: Roman Kołakowski
- Spektakl Alkimja Justyny Steczkowskiej
- Spektakl Kombinat Republiki
- Koncert Marianne Faithfull

Konkurs:
- 1. miejsce – Iwona Loranc
- 2. miejsce – Bogna Woźniak
- 3. miejsce – Monika Dryl

## XXIV Przegląd Piosenki Aktorskiej
Termin: 2003
Producent: Impart
Dyrektor Artystyczny: Roman Kołakowski
Konkurs:
- 1. miejsce (Grand Prix) – Janusz Radek
- Nagrody Publiczności – Janusz Radek
- Nagrody Dziennikarzy – Janusz Radek
- Nagroda Ewy Demarczyk – Dorota Osińska

## XXV Przegląd Piosenki Aktorskiej
Producent: Impart
Dyrektor Artystyczny: Roman Kołakowski
Spektakle i koncerty:
- Spektakl Galeria przedstawiający nowe interpretacje utworów Jacka Kaczmarskiego w reż W.Kościelniaka,
- Koncert Formacji Chłopięcej LEGITYMACJE

Konkurs:
- 1. miejsce (Grand Prix) – Piotr Rogucki

## XXVI Przegląd Piosenki Aktorskiej „Nowa Fala”
Termin: 14 marca–20 marca 2005
Producent: Impart
Dyrektor Artystyczny: Roman Kołakowski
Spektakle i koncerty:
- Gala „Wiatry z Mózgu” – reżyseria, scenariusz, aranżacje i kier. muzyczne: Formacja Chłopięca „Legitymacje” (Sambor Dudziński, Konrad Imiela, Cezary Studniak)

Konkurs:
- 1. miejsce (Grand Prix) – Natalia Sikora
- Nagrody Publiczności – Natalia Sikora
- Nagrody Dziennikarzy – Natalia Sikora
- Wyróżnienia: Joanna Słowińska i Beata Olga Kowalska

## XXVII Przegląd Piosenki Aktorskiej „Nowe Sytuacje”
Termin: 10 marca–19 marca 2006
Producent: Teatr Muzyczny Capitol
Dyrektor artystyczny: Wojciech Kościelniak
Główny Producent: Michał Juzoń
Jury Konkursu Aktorskiej Interpretacji Piosenki: Andrzej Smolik, Adam Nowak, Magdalena Piekorz, Jacek Borusiński, Konrad Imiela, Tymon Tymański, Paweł Szkotak, Jan Poprawa
Koncerty i spektakle:
- Pogodno Operafolia
- Lao Che Powstanie Warszawskie
- Maria Peszek miasto mania
- Kabaret Mumio
- Laurie Anderson The End of The Moon
- Wrzeszczący Faceci
- Sambor Dudziński Era Wodnika
- Zło – The Tiger Lillies Project
- Koncert Finałowy: Finał Konkursu Aktorskiej Interpretacji Piosenki oraz Bo we mnie jest sex, czyli legenda Kaliny Jędrusik (reż. Wojciech Kościelniak) – wystąpili: Agnieszka Dygant, Magdalena Kumorek, Sonia Bohosiewicz, Justyna Steczkowska, Kinga Preis, Magdalena Cielecka, Bogusław Linda
- Gala: Hotel pod różami – poeci polskiej piosenki (reż. Jerzy Bielunas) – wystąpili: Katarzyna Groniec, Anna Maria Jopek, Kinga Preis, Maria Peszek, Jacek Bończyk, Wojciech Kościelniak, Mariusz Lubomski, Adam Nowak, Maciej Maleńczuk, Zbigniew Zamachowski, Jolanta Fraszyńska, Agnieszka Matysiak

Konkurs Aktorskiej Interpretacji Piosenki:
- 1. miejsce i Złoty Tukan – Bartek Porczyk
- 2. miejsce i Srebrny Tukan – Karolina Cicha
- 3. miejsce i Brązowy Tukan – Paweł i Piotr Kamińscy
- Aranżer – Łukasz Damrych
- Tukan dziennikarzy – Bartek Porczyk
- Tukan publiczności – Bartek Porczyk
- Nagroda Kapituły im. Aleksandra Bardiniego – Leszek Możdżer

## XXVIII Przegląd Piosenki Aktorskiej
Termin: 9 marca–18 marca 2007
Producent: Teatr Muzyczny Capitol
Dyrektor artystyczny: Konrad Imiela
Główny producent: Michał Juzoń
Rada programowa: Roman Kołakowski, Wojciech Kościelniak, Kinga Preis, Mariusz Lubomski, Jacek Borusiński, Krzysztof Mieszkowski
Jury Konkursu Aktorskiej Interpretacji Piosenki: Anna Dymna – przewodnicząca, Barbara Podmiotko, Elżbieta Zapendowska, Dariusz Basiński, Jan Poprawa.
Spektakle i koncerty:
- Magdalena Kumorek W drodze za widnokres – piosenki Krzysztofa Komedy
- The Stranglers
- Antony and the Johnsons
- Yann Tiersen
- Raz, Dwa, Trzy Piosenki Młynarskiego
- Justyna Szafran rzecze Budda Chinaski
- L.u.c Haelucenogenoklektyzm
- Nina Stiller Friling
- Leszek Możdżer Sen nocy letniej. Trans-opera
- Koncert Finałowy: Finał Konkursu Aktorskiej Interpretacji Piosenki oraz C-Aktiv – wiersze Witkacego z muzyką Kanału Audytywnego (reż. Konrad Imiela) – wystąpili: Doda, Agnieszka Dygant, Maria Peszek, Jacek Borusiński, Konrad Imiela, Jan Peszek, Cezary Studniak, Kanał Audytywny i inni.
- Gala – Steruj krwią swoją do Oceanu Spokoju – utwory Marka Grechuty (reż. Wojciech Kościelniak) – wystąpili: Przemysław Sadowski, Agnieszka Warchulska, Anna Radwan, Dorota Pomykała, Katarzyna Groniec, Kinga Preis, Natalia Grosiak, Jacek Bończyk, Borys Szyc, Mariusz Lubomski, Bartosz Porczyk, Zbigniew Zamachowski i inni.

Konkurs Aktorskiej Interpretacji Piosenki:
- 1. miejsce (Grand Prix) i Złoty Tukan – Wacław Mikłaszewski
- 2. miejsce i Srebrny Tukan – Monika Węgiel
- 3. miejsce i Brązowy Tukan – Katarzyna Dąbrowska
- Wyróżnienie – Piotr Domalewski
- Tukan Aranżer-Akompaniator – Urszula Borkowska
- Tukan Publiczności – Katarzyna Dąbrowska
- Dyplom Mistrzowski Kapituły im. Aleksandra Bardiniego – Andrzej Poniedzielski
- Tukan Dziennikarzy – Joanna Gonschorek
- Tukan OFF – Hermetyczny Garaż

## XXIX Przegląd Piosenki Aktorskiej
XXIX Przegląd Piosenki Aktorskiej odbył się w dniach 4 kwietnia–13 kwietnia 2008
Producent: Teatr Muzyczny Capitol
Dyrektor artystyczny: Konrad Imiela
Główny producent: Michał Juzoń
Koncerty i spektakle
Nurt Główny:
- Pasje według Świętego Włodzimierza
- Nosowska
- Theatre Slava „Döderskratt”
- Mariusz Lubomski Nie skreślaj mnie
- Gogol Bordello
- Ewa Błaszczyk
- The Ukulele Orchestra of Great Britain
- Georgette Dee & Terry Truck
- L.U.C
- Magda Umer i Andrzej Poniedzielski „Chlip Hop”
- Anja Garbarek
- Berliner Ensemble „Die Dreigroschenoper” („Opera za trzy grosze”)
- Gabriela Kulka
- II Etap Konkursu Aktorskiej Interpretacji Piosenki
- Olo Walicki „Kaszebe”
- Teatr Polonia „Boska!”
- Hermetyczny Garaż „PAPER – T.E.S.L.A. SHOW”
- Olena Leonenko
- Mitch & Mitch
- Dzień Szkół Teatralnych
- Teatr Ateneum „Album rodzinny”
- Awiszaj Kohen
- Koncert Finałowy „Muzykanty wielkiego pola” i III Etap Konkursu Aktorskiej Interpretacji Piosenki
- Koncert Galowy „Z poważaniem, L. Cohen”
- Chór Narzekań Obywateli Wrocławia

Nurt Off
- Łuhuu! i Saul Piotr „Panie, Panowie – Akcja!”
- Rozczyny –„Głodnie”
- Teo Dumski – „9 chwil”
- Małe Instrumenty „Elektrownia dźwięku”
- Bodo Kox i Agnieszka Bogdan – „Pozytywka”
- Łukasz Wójcik – „Flashback”
- Towary Zastępcze – „Dolne Miasto”
- Formacja Cytryna – „Koniec Półświni”
- Joanna, Joanna – „Wykwalifikowane”
- scena witkacego.wro – „nyc boy”

Konkurs Aktorskiej Interpretacji Piosenki:
Nagrody
- 1. nagroda (Złoty Tukan) – Mikołaj Woubishet
- 2. Nagroda (Srebrny Tukan) – Agnieszka Rassalska z zespołem No Limits
- 3. Nagroda (Brązowy Tukan) – Gabriela Kulka
- Dyplomy Wyróżnienia – Gabriela Lencka, Agata Wątróbska i Łukasz Rostkowski.

- Tukan OFF – Małe Instrumenty za spektakl Elektrownia dźwięku oraz wyróżnienia – Bodo Kox i Agnieszka Bogdan za spektakl Pozytywka oraz Formacja Cytryna za spektakl Koniec półświni.

- Tukan Publiczności – nagroda widzów obecnych na Koncercie Finałowym – Justyna Woźniak.

## XXX Przegląd Piosenki Aktorskiej
XXX Przegląd Piosenki Aktorskiej odbył się w dniach 20–29 marca 2009 roku.
Dyrektor artystyczny: Konrad Imiela
Rada Artystyczno-Programowa: Leszek Możdżer (przewodniczący), Kinga Preis, Jacek Borusiński, Mariusz Kiljan, Wojciech Kościelniak, Mariusz Lubomski, Krzysztof Mieszkowski
Jury Konkursu Aktorskiej Interpretacji Piosenki: Justyna Szafran, Jerzy Bielunas, Mateusz Pospieszalski, Józef Opalski, Jerzy Satanowski (przewodniczący)
Jury Nurtu Off: Aleksandra Konopko, Bodo Kox, Marcin Czerwiński, Jakub Mazurkiewicz, Tomasz Wysocki

### Program

#### Nurt Główny
Volksbühne am Rosa-Luxemburg-Platz „Die Fruchtfliege” („Muszka owocówka”) reż. Christoph Marthaler
L.U.C. „Planet LUC”
Cezary Studniak & Leszek Możdżer „Takotojestitako”
Camille O’Sullivan
Bang on a Can All-Stars & Iva Bittová
Edyta Geppert „...i tak 25 lat przeleciało”
Bente Kahan & Carolyn Dorfman Dance Company „The Legacy Project: Echoes”
Maria Peszek „Maria Awaria”
Konkurs Aktorskiej Interpretacji Piosenki
PWST Wrocław „Pamiętnik z Powstania Warszawskiego” reż. Jerzy Bielunas
Krystyna Janda „Piosenki z teatru”
„Leningrad”
Kormorany „La Musica Teatrale”
Koncert Finałowy „Jak oni słuchają” reż. Konrad Imiela i Cezary Studniak
Katarzyna Groniec „Listy Julii”
The Tiger Lillies „Seven Deadly Sins”
Koncert Galowy „Gra szklanych paciorków” reż. Wojciech Kościelniak
„Rendez-vous chez Nino Rota”

#### Koncerty w Klubie Festiwalowym
Patti Plinko and Her Boy
Dick4Dick
Świetlicki & Paulus
Baaba Kulka
The Complainer & The Complainers oraz Artur Rojek

#### Nurt Off
„Miasto spotkań”
„Incubus-Succubus”
„Wylewka”
„Techno Cabaret Love and Desire”
„Spektakl dźwiękowy”
„O’Malley’s Bar”
„Kosmiczni Chłopcy”
„Gazy Super Szlachetne”
„Carve Carve!”
„Vertinsky Project”

### Nagrody

#### Konkurs Aktorskiej Interpretacji Piosenki
Grand Prix (Tukan Złoty i Skoda Fabia) – Justyna Wasilewska, Tukan Srebrny i 8 tys. zł – Aleksander Reznikow, Tukan Brązowy i 4 tys. zł – Julia Mikołajczak, Tukan Publiczności – Julia Mikołajczak, Tukan Dziennikarzy – Aleksander Reznikow

#### Nurt Off
Nie przyznano Grand Prix. Dwa równorzędne drugie miejsca i nagrody po 5 tys. zł: „Vertinsky Project” i „O’Malley’s Bar”, wyróżnienie dla spektaklu „Gazy Super Szlachetne”.

#### Nagroda Kapituły im. Aleksandra Bardiniego
Kinga Preis

## XXXI Przegląd Piosenki Aktorskiej
XXXI Przegląd Piosenki Aktorskiej odbył się w dniach 20–28 marca 2010 roku.
Dyrektor Artystyczny: Konrad Imiela
Rada Artystyczno-Programowa: Wojciech Kościelniak.
Jury Konkursu Aktorskiej Interpretacji Piosenki: Magdalena Piekorz (przewodnicząca), Mariusz Kiljan, Mariusz Lubomski, L.U.C. i Leszek Możdżer.

### Nagrody

#### Konkurs Aktorskiej Interpretacji Piosenki
Grand Prix (Tukan Złoty) – Zvezdana Novakovic, wyróżnienia: Maja Kleszcz, Ewa Szlempo, Tukan Publiczności – Adrianna Biernacka, Tukan Dziennikarzy – Małgorzata Fijałkowska.

#### Nurt Off
Tukana Off i 10 tys. zł otrzymali autorzy spektaklu „Klaus der Grosse”. Wyróżnienie otrzymali autorzy spektaklu „Poszukiwacze zaginionego elementu”. W 2010 roku po raz pierwszy w historii wręczono także Tukana Ulicy, którego otrzymała grupa The Muflons.

## XXXII Przegląd Piosenki Aktorskiej
XXXII Przegląd Piosenki Aktorskiej odbył się w dniach 18–27 marca 2011 roku.
Dyrektor Artystyczny: Konrad Imiela
Rada Artystyczno-Programowa: Leszek Możdżer (przewodniczący), Kinga Preis, Jacek Borusiński, Mariusz Kiljan, Krzysztof Mieszkowski, Jerzy Satanowski, Bogusław Sobczuk, Cezary Studniak.
Jury Konkursu Aktorskiej Interpretacji Piosenki: Frances Ruffelle, Olga Szwajgier, Elżbieta Zapendowska, Wojciech Kościelniak, Tymon Tymański.

### Nagrody

#### Konkurs Aktorskiej Interpretacji Piosenki
- Grand Prix (Tukan Złoty) – Joanna Oleś, Tukan Publiczności
- Tukan Dziennikarzy – Krzysztof Szczepaniak

#### Nurt Off
Tukana Off zdobyli ex aequo Iga Gańczarczyk za spektakl „Nie ja” i Grzegorz Marciniak za „Środę”.

## XXXIII Przegląd Piosenki Aktorskiej
XXXIII Przegląd Piosenki Aktorskiej odbył się w dniach 23 marca-1 kwietnia 2012 roku.
Dyrektor Artystyczny: Konrad Imiela
Rada Artystyczno-Programowa: Kinga Preis, Jacek Bończyk, Jacek Borusiński, Mariusz Kiljan, Krzysztof Mieszkowski, Leszek Możdżer, Jerzy Satanowski, Bogusław Sobczuk, Cezary Studniak.
Jury Konkursu Aktorskiej Interpretacji Piosenki: Agata Duda-Gracz, Jolanta Fraszyńska, Olga Szwajgier, Arkadiusz Jakubik i Jacek Koman.

### Nagrody

#### Konkurs Aktorskiej Interpretacji Piosenki
- Grand Prix (Tukan Złoty) oraz Tukan Publiczności – Jakub Pawlak.
- Tukan Dziennikarzy – Marcin Januszkiewicz

#### Nurt Off
Tukana Off zdobyli ex aequo Grupa Dochodzeniowa za spektakl „TV LAB” i Fundacja Cwentrala 71 za spektakl „Matka Gyubala Wahazara”.

## XXXIV Przegląd Piosenki Aktorskiej
XXXIV Przegląd Piosenki Aktorskiej odbył się w dniach 15–24 marca 2013 roku.
Dyrektor Artystyczny: Konrad Imiela
Jury Konkursu Aktorskiej Interpretacji Piosenki: Agata Duda-Gracz, Monika Strzępka, Krzysztof Globisz, Jerzy Satanowski, Michał Witkowski.

### Nagrody

#### Konkurs Aktorskiej Interpretacji Piosenki
- Grand Prix (Tukan Złoty) – Kamil Studnicki
- Tukan Publiczności i Tukan Dziennikarzy – Dominika Barabas

#### Nurt Off
Tukana Off zdobył zespół Sultan hagavik i Przyjaciele za spektakl „Pasja, czyli cała ta chujowa piosenka aktorska”.

## XXXV Przegląd Piosenki Aktorskiej
XXXV Przegląd Piosenki Aktorskiej odbył się w dniach 20–30 marca 2014 roku.
Dyrektor Artystyczny: Konrad Imiela
Jury Konkursu Aktorskiej Interpretacji Piosenki: Katarzyna Groniec i Mariusz Kiljan, Włodek Pawlik, Wojciech Kępczyński, Jacek Sieradzki.

### Nagrody

#### Konkurs Aktorskiej Interpretacji Piosenki
- Grand Prix (Tukan Złoty) – Irena Melcer[5]. Wyróżnienia – Natalia Lubrano, Klara Broda.
- Tukan Dziennikarzy – Irena Melcer
- Tukan Publiczności – Natalia Lubrano

#### Nurt Off
- Tukana Off i 10 tys. zł otrzymał zespół Piła i Harfa (w składzie: Anna Bojara i Emilia Reiter)

W 2014 roku, po 8 latach Konrad Imiela zrezygnował z pełnienia funkcji Dyrektora Artystycznego PPA. Od 2015 roku nowym Dyrektorem Artystycznym został Cezary Studniak.

## XXXVI Przegląd Piosenki Aktorskiej
XXXVI Przegląd Piosenki Aktorskiej odbył się w dniach 20–29 marca 2015 roku.
Dyrektor Artystyczny: Cezary Studniak
Jury Konkursu Aktorskiej Interpretacji Piosenki: Beata Fudalej, Natalia Korczakowska, Max Cegielski, Sambor Dudziński i Konrad Imiela.

### Nagrody

#### Konkurs Aktorskiej Interpretacji Piosenki
- Grand Prix (Tukan Złoty) – Maciej Musiałowski[7]. Wyróżnienia: Mery Spolsky, Dominika Majewska.
- Tukan Dziennikarzy – Maciej Musiałowski
- Tukan Publiczności – Weronika Kowalska

#### Nurt Off
Tukana Off i 10 tys. zł przyznano Inicjatywie Sentymentalnej za projekt „Pieśni przepiękne”. Wyróżnienie otrzymał spektakl w reż. Jana Naturskiego „Czekając na Otella”.

## XXXVII Przegląd Piosenki Aktorskiej
XXXVII Przegląd Piosenki Aktorskiej odbył się w dniach 13–22 maja 2016 roku.
Dyrektor Artystyczny: Cezary Studniak
Jury Konkursu Aktorskiej Interpretacji Piosenki: Magdalena Cielecka, Agnieszka Glińska, Wojciech Kościelniak, Michał Litwiniec i Jan Kanty Pawluśkiewicz

### Nagrody

#### Konkurs Aktorskiej Interpretacji Piosenki
- Grand Prix (Tukan Złoty) – Artur Caturian. Wyróżnienie otrzymał zespół KAPUCZINO w składzie: Małgorzata Biela, Mateusz Bieryt, Karolina Burek, Zuzanna Czerniejewska, Patryk Szwichtenberg, Karolina Wasilewska, Marcin Wojciechowski z PWST Kraków.
- Tukan Dziennikarzy – Adam Turczyk
- Tukan Publiczności – Ewa Prus

#### Nurt Off
Tukana Off i 10 tys. zł przyznano grupie Układ Formalny za spektakl „Matka Courage krzyczy”. Wyróżnienie otrzymał spektakl Pieśni dla miasta” (pomysł i opieka artystyczna Mateusz Przyłęcki).

## XXXVIII Przegląd Piosenki Aktorskiej
XXXVIII Przegląd Piosenki Aktorskiej odbył się w dniach 24 marca-2 kwietnia 2017 roku.
Dyrektor Artystyczny: Cezary Studniak
Jury Konkursu Aktorskiej Interpretacji Piosenki: Agata Kulesza, Maria Peszek, Krzysztof Mieszkowski, Michał Nogaś i Jan Peszek.

### Nagrody

#### Konkurs Aktorskiej Interpretacji Piosenki
- Grand Prix (Tukan Złoty) – Marcin Januszkiewicz, wyróżnienie – Alicja Juszkiewicz
- Tukan Dziennikarzy – Marcin Januszkiewicz
- Tukan Publiczności – Karolina Micuła

#### Nurt Off
Tukana Off i 10 tys. zł przyznano Małgorzacie Wojciechowskiej i Maciejowi Zakrzewskiemu za spektakl „Trololo – Przesłania najjaśniejsze”.

## XXXIX Przegląd Piosenki Aktorskiej
XXXIX Przegląd Piosenki Aktorskiej odbył się w dniach 16–25 marca 2018 roku.
Dyrektor Artystyczny: Cezary Studniak.
Konkurs Aktorskiej Interpretacji Piosenki:
- Złoty Tukan – Stanisław Linowski[8].

Gala: „Miłe Panie i Panowie bardzo mili” – piosenki Wojciecha Młynarskiego, reż. Agnieszka Glińska, aranżacje Jan Emil Młynarski, choreografia Weronika Pelczyńska.

## XL Przegląd Piosenki Aktorskiej
XL Przegląd Piosenki Aktorskiej odbył się w dniach 22–31 marca 2019 roku.
Dyrektor Artystyczny: Cezary Studniak
Jury Konkursu Aktorskiej Interpretacji Piosenki: Maja Kleczewska, Magda Umer, Łukasz Maciejewski, Jan Młynarski i Bogusław Sobczuk.

### Nagrody

#### Konkurs Aktorskiej Interpretacji Piosenki
- Grand Prix (Tukan Złoty) – Ralph Kaminski[1]
- Tukan Dziennikarzy – Albert Pyśk
- Tukan Publiczności –Ralph Kaminski

#### Nurt Off
Tukana Off i 10 tys. zł przyznano spektaklowi „Papety po raz pierwszy w Polsce”. Wyróżnienie otrzymali: Emose Uhunmwangho za rolę w spektaklu „Baśniowe Skrzypotrąby” i Tomasz Leszczyński za wykonanie pieśni w spektaklu „Pokój na Ziemi”.
Tukana Publiczności otrzymał spektakl „Baśniowe Skrzypotrąby”.

## XLI Przegląd Piosenki Aktorskiej
XLI Przegląd Piosenki Aktorskiej odbył się w dniach 11–20 czerwca 2021 roku.
Dyrektor Artystyczny: Cezary Studniak
Jury Konkursu Aktorskiej Interpretacji Piosenki: Anna Gacek, Renata Przemyk, Justyna Szafran, Marcin Liber i Jacek Budyń Szymkiewicz.

### Nagrody

#### Konkurs Aktorskiej Interpretacji Piosenki
- Grand Prix (Tukan Złoty) – Marta Mazurek[9]
- Tukan Dziennikarzy – Dominika Feiglewicz
- Tukan Publiczności – Piotr Zubek

#### Nurt Off
- Tukana Off przyznano spektaklowi „Najczęściej zadawane pytania. Rewia Drag Queen” w reżyserii Piotra Soroki. Wyróżnienie otrzymał spektakl „Mury krzyczą albo Uliczna śpiewka” za scenariusz (Magda Drab i Albert Pyśk), reżyserię (Magda Drab) i wykonanie (Albert Pyśk, Rafał Derkacz).
- Tukana Publiczności otrzymał spektakl „Kwadrat” w reżyserii Ewy Kaim.

W 2021 roku powinien odbyć się 42. PPA, jednak z powodu pandemii w 2020 roku Przegląd Piosenki Aktorskiej został odwołany. Nie był to pierwszy raz w historii festiwalu. Wcześniej, w latach 1977–1978 i 1982–1983 PPA nie odbył się z powodów politycznych.

## XLII Przegląd Piosenki Aktorskiej
XLII Przegląd Piosenki Aktorskiej odbył się w dniach 18–27 marca 2022 roku.
Dyrektor Artystyczny: Cezary Studniak
Jury Konkursu Aktorskiej Interpretacji Piosenki: Magda Popławska, Agnieszka Smoczyńska, Agnieszka Szydłowska, Piotr Rogucki i Jerzy Satanowski.

### Nagrody

#### Konkurs Aktorskiej Interpretacji Piosenki
- Grand Prix (Tukan Złoty) – Lena Witkowska. Wyróżnienia – Martyna Guzy i Julia Szewczyk[11].
- Tukan Dziennikarzy – Lena Witkowska
- Tukan Publiczności – Lena Witkowska

#### Nurt Off
- Tukana Off otrzymał Olek Talkowski za spektakl „Rap Magister”. Pierwsze wyróżnienie – Ewa Rucińska i Weronika Kowalska za spektakl „Gloria Amore Victis”. Drugie wyróżnienie – Ewa Żurakowska i Tomasz Wódkiewicz za spektakl „Ballady i romanse”.
- Tukana Publiczności otrzymał Olek Talkowski za spektakl „Rap Magister.

Koncert Galowy „WITAMY W ŚWIĄTYNI SZTUKI, słuchajcie, a będzie wam dane” – reż. Martyna Majewska.

## Dyskografia i filmografia
- Artyści piosenki Kronika XX Jubileuszowego Przeglądu Piosenki Aktorskiej
- Artyści piosenki Kurt Weil
- Nick Cave i przyjaciele W moich ramionach